# Mae Sai
Mae Sai là huyện (‘‘amphoe’’) cực bắc của tỉnh Chiang Rai ở phía bắc Thái Lan. Đây là điểm biên giới chính giữa Thái Lan và Myanmar, với hệ thống xa lộ châu Á AH2 vượt  sông Mae Sai đến thị xã Tachileik ở Myanmar.

## Địa lý

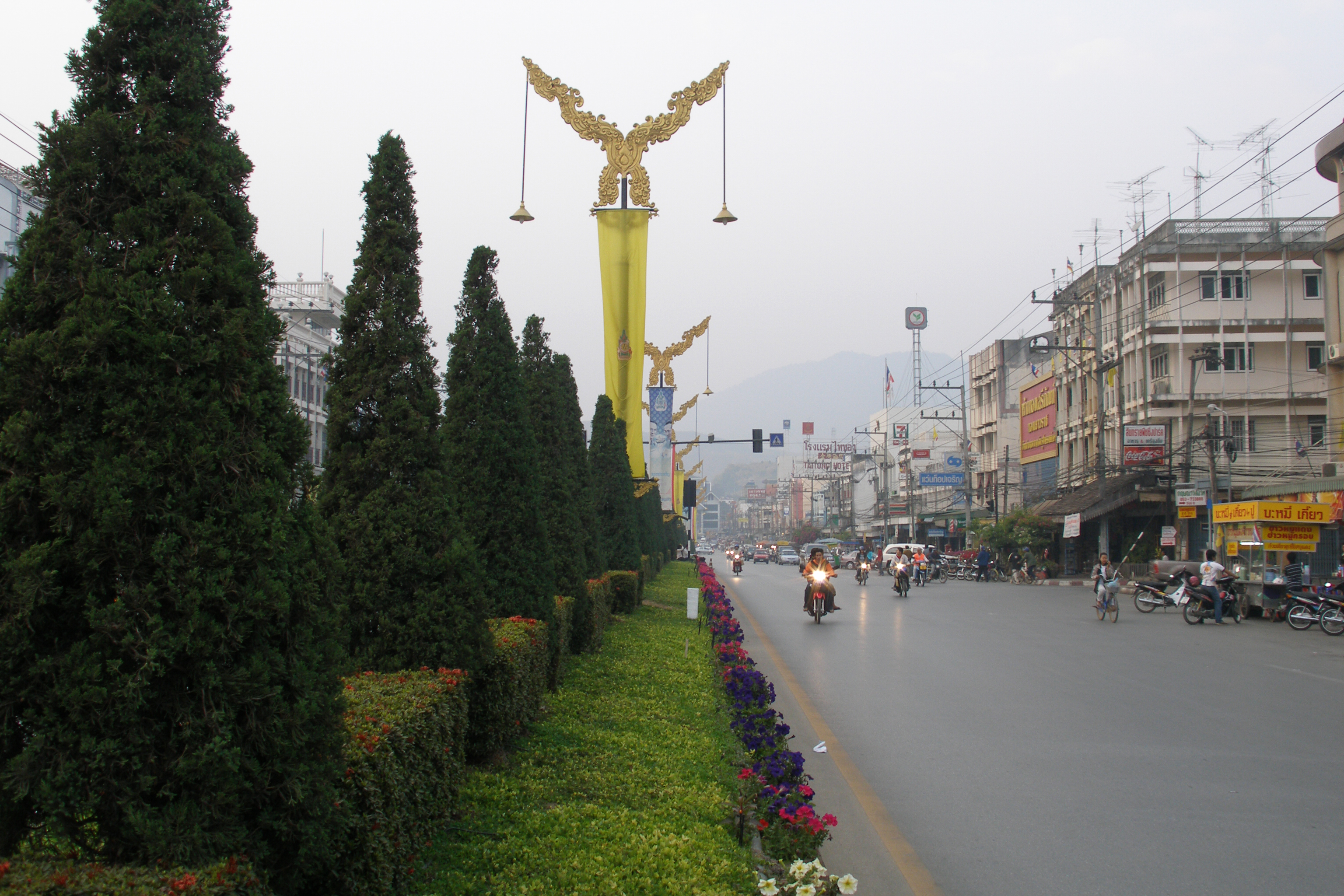
Mae Sai

Các huyện giáp ranh là (từ phía đông theo chiều kim đồng hồ) Chiang Saen, Mae Chan và Mae Fa Luang. Về phía bắc là Myanmar, được chia đôi bởi sông Mae Sai và sông Ruak. Khu vực cực tây của huyện này có nhiều đồi, trong đó quan trọng nhất là Doi Tung với Wat Phra That Doi Tung trên đỉnh.

## Lịch sử
Tiểu huyện (King Amphoe) Mae Sai đã được thành lập ngày 1 tháng 3 năm 1939, khi hai tambon Mae Sai và Pong Pha được tách khỏi Chiang Saen. Đơn vị này đã được nâng thành huyện ngày 1 tháng 5 năm 1950.

## Hành chính

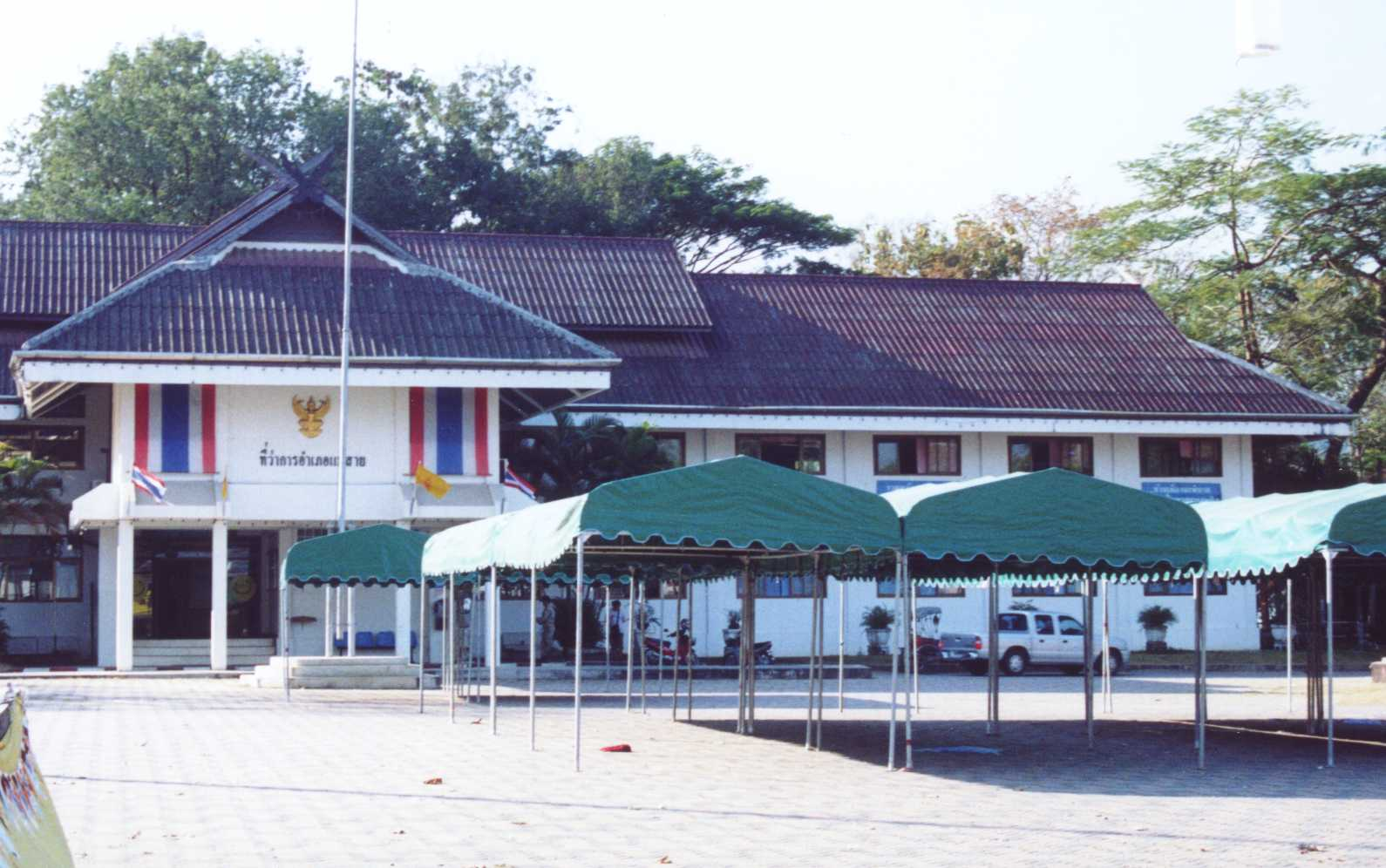
Văn phòng huyện

Huyện này được chia thành 8 phó huyện (tambon), các phó huyện lại được chia thành 92 làng (muban). Có hai đô thị phó huyện (thesaban tambon) trong huyện này - Mai Sai nằm trên một phần của tambon Mae Sai and Wiang Phang Kham, và Huai Khrai nằm trên một phần của tambon Huai Khrai. Ngoài ra có 8 tổ chức hành chính tambon (TAO).
| Số TT | Tên              | Tên tiếng Thái | Số làng | Dân số |  |
| 1.    | Mae Sai          | แม่สาย          | 14      | 21.697 |  |
| 2.    | Huai Khrai       | ห้วยไคร้         | 11      | 7.609  |  |
| 3.    | Ko Chang         | เกาะช้าง        | 13      | 9.964  |  |
| 4.    | Pong Pha         | โป่งผา          | 12      | 8.348  |  |
| 5.    | Si Mueang Chum   | ศรีเมืองชุม       | 9       | 5.090  |  |
| 6.    | Wiang Phang Kham | เวียงพางคำ      | 13      | 19.945 |  |
| 8.    | Ban Dai          | บ้านด้าย         | 8       | 4.117  |  |
| 9.    | Pong Ngam        | โป่งงาม         | 12      | 9.528  |  |

## Điểm tham quan
- Khun Nam-Nang Non
- Tham Pum-Tham Pla
- Tham Phayanak
- Tham Pha Chom